# لشکر ۵۱ پیاده (کره جنوبی)
لشکر ۵۱ پیاده کره جنوبی (کره‌ای: 제۵۱향토보병사단) لشکر پیاده‌نظام نیروی زمینی جمهوری کره است، که در سال ۱۹۸۲ تأسیس شد. ستاد فرماندهی و پادگان لشکر ۵۱ در شهر هواسئونگ، گیونگی-دو، استان گیونگ‌گی قرار دارد.
لشکر ۵۱ پیاده یک تشکیلات نظامی از ارتش جمهوری کره است. این لشکر تابع فرماندهی عملیات زمینی است. این لشکر مسئول دفاع محلی و آموزش نیروهای ذخیره در بخش جنوب غربی گیونگی است. این لشکر در ۱۶ اوت ۱۹۸۲، زمانی که از لشکر ۱۷ پیاده جدا شد، تأسیس شد. ستاد فرماندهی این لشکر در شهر هواسئونگ، استان گیونگی واقع شده است.